# Dukhov den
Dukhov den (rus: Духов день "Dilluns de Pentecosta) és una pel·lícula dramàtica sobrenatural soviètica de 1990 dirigida per Serguei Seliànov.

## Trama
Ivan Khristoforov descobreix en ell mateix una estranya capacitat per anticipar les explosions. Tractant d'entendre el motiu i el significat d'aquesta habilitat inusual, recorre a la història familiar i del seu cognom. L'atenció del servei secret de l'estat no és un bon auguri per a Khristoforov. És un viatge mental de l'heroi en el seu passat, que porta l'empremta de la visió del món d'un nen, i el present, de vegades amb la mateixa reminiscència d'un somni.

## Repartiment
- Iuri Xevtxuk
- Boris Goliatkin
- Guennadi Garbuk
- Viktor Semionovski
- Olga Grigoreva
- Vladimir Zubenko
- Oleg Kortxikov
- Stanislav Landgraf
- Vladimir Golovin
- Aleksandr Anisimov[5]